# Pranzo

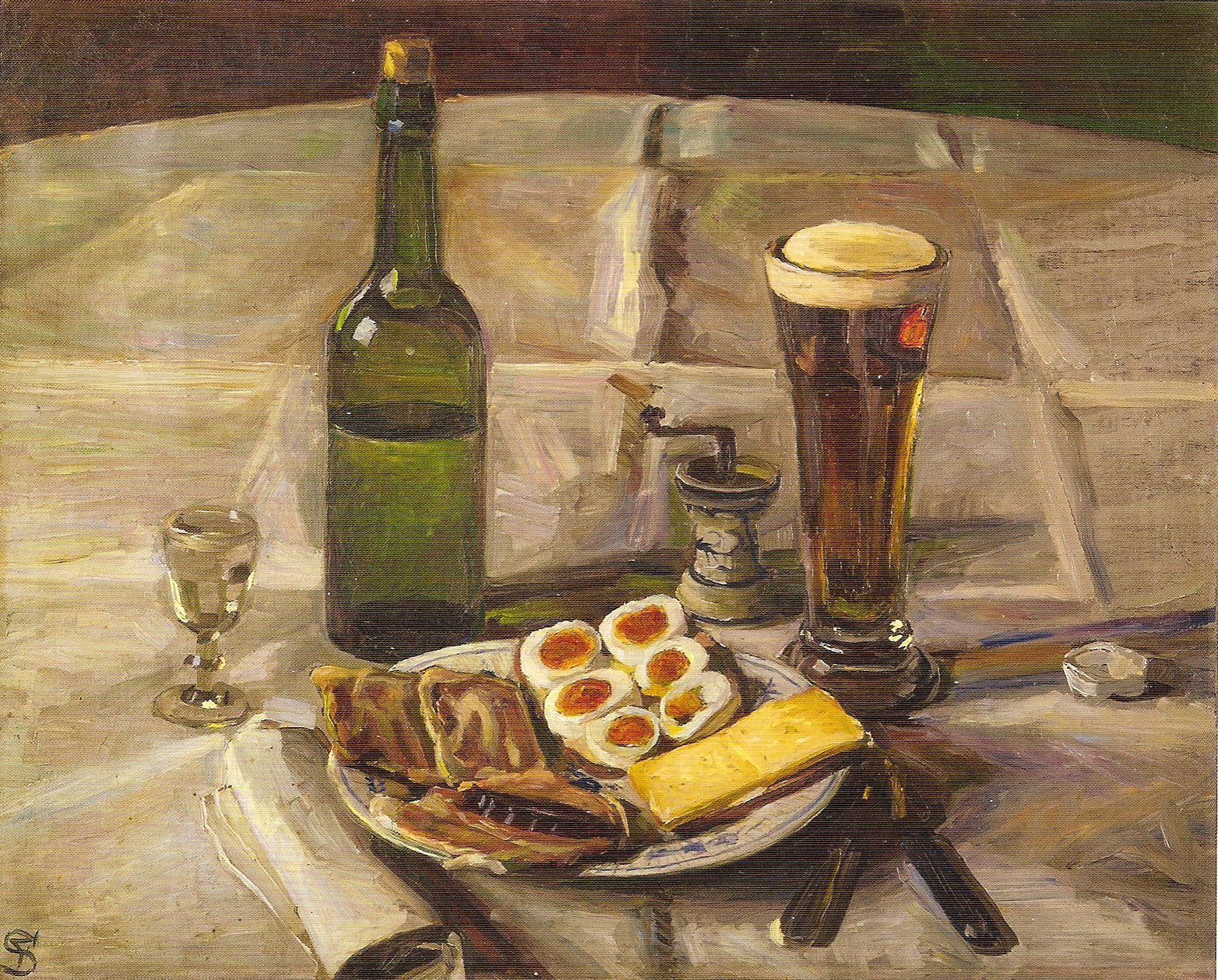
Fritz Syberg, A pranzo, olio su tela, 1906

Il pranzo rappresenta generalmente il secondo o il terzo pasto della giornata, preceduto dalla colazione, ed eventualmente dallo spuntino di metà mattina. La sua consistenza e il suo status di pasto principale o secondario variano nelle diverse culture.

## Etimologia e storia
Il termine italiano deriva dal latino prandium, da prae, prima, e dium, dies, giorno, da cui ereditano gli aggettivi prandiale e postprandiale, utilizzati soprattutto in ambiente medico.
Nella Roma antica era il breve e primo pasto del mattino, consumato appena prima di mezzogiorno. Questo pasto era allora distinto dalla cena, che era invece il lauto pasto, consumato rigorosamente in comune, verso le tre-quattro del pomeriggio.
Dal V secolo circa, con l'introduzione del pasto di primo mattino appena svegli, chiamato colazione, il pasto verso mezzogiorno fu quindi chiamato seconda colazione. La seconda colazione è infatti un termine, oggi ormai desueto, per indicare il pranzo. Col passare dei secoli, la cena, nel periodo medievale scritto anche coena, fu spostata sempre di più in orario serale, mentre il pranzo divenne un vero e proprio pasto, da consumarsi, questa volta, dopo mezzogiorno o nelle ore pomeridiane.
Fino a quando fu considerato il primo pasto del mattino, esso rompeva quindi il digiuno della notte e, per tal motivo, era anche detto dis-jejuniis, in latino = "rompere il digiuno". Da questo termine nacque, come sinonimo, il termine desinare, oggi ormai utilizzato solo più nella forma aulica o poetica, o nel dialetto regionale toscano e nella lingua veneta (Disnar). Dalla stessa radice originò il termine disner che, in francese antico, era il pasto di mezzogiorno (in francese dejeuner), ma anche il termine dîner (in francese il pasto della sera, la cena) quindi anche il termine inglese "dinner", anche questo un pasto che, dal pomeriggio, fu spostato all'orario serale intorno al XIII secolo. La diffusione del termine dis-jejuniis, tuttavia, non avvenne per la lingua spagnola, indicando come desayuno soltanto la prima colazione, mentre per il pranzo prese forma, intorno al XII secolo, il latino ad-mordere, da cui almuerzo, ovvero "pranzo" in spagnolo.
In anglosassone invece, il secondo pasto del mattino, ovvero quello verso mezzogiorno, veniva spesso chiamato
noon cheon (= bevanda di mezzogiorno), abbreviato nuncheon, e da cui deriva l'attuale termine inglese lunch. L'antico morgen-mete inglese fu soppiantato dall'attuale termine inglese breakfast, a indicare il breve pasto di primo mattino, mentre in tedesco fu chiamato mit-tag-essen, ovvero pasto di mezzogiorno. Un neologismo "macedonia" poi, tra i termini inglesi breakfast e lunch, è il termine "brunch", indicando un pasto leggero e frugale, generalmente consumato, nei paesi anglosassoni, in orario mattutino, inserito tra la prima colazione e il pranzo.

In slavo si usava il suffisso ed-u, che indicava il cibo, e da cui derivano i termini obed in russo e in slovacco.

## Usi italiani e nel mondo
Nell'Italia di oggi, il pranzo viene consumato tra mezzogiorno e le due-tre del pomeriggio circa. Nell'Italia settentrionale si usa anticipare l'orario subito dopo mezzogiorno, mentre in quasi tutta l'area mediterranea, compresa Spagna e Grecia, l'orario è solitamente spostato più tardi, ovvero verso le due del pomeriggio.

Il rituale del mangiare tutti insieme a pranzo, nel corso dei secoli, divenne un vero e proprio costume in quasi tutti i paesi, europei e non europei, ereditato dallo stesso convivio che si teneva nella cosiddetta "cena". Nel tempo, il pranzo diventò una vera e propria tradizione di convivialità, specialmente tra amici, conoscenti o parenti, prendendo forma nelle varie sue declinazioni, specialmente in correlazione a varie ricorrenze e celebrazioni come, ad esempio, il pranzo di nozze, il pranzo di Natale, di Pasqua o Pasquetta, etc.

Durante la giornata lavorativa, specialmente nei paesi anglosassoni, a volte il pranzo diventò - e lo è tuttora - un momento per delle riunioni di lavoro, dove si facevano affari e contemporaneamente si mangiava, soprattutto "a buffet" (pranzo in piedi): viene chiamato il "working lunch", tradotto come "pranzo di lavoro" - o anche - "colazione di lavoro", anche se, in questo caso, intesa come "seconda colazione".
Tuttavia, soprattutto per gli orari più serrati, il pranzo di lavoro diventa invece un pasto breve, fugace e routinario. Se non esistono luoghi di ristoro specifici, il pasto del pranzo viene consumato velocemente sul posto di lavoro, preparato e portato da casa in un sacchetto, con dentro cibi quali panini, tramezzini, frutta o succhi di frutta, tanto da coniare il termine di "pranzo al sacco", anche se questo viene più usato per quando si fanno viaggi o gite turistiche.

La giornata feriale del lavoratore viene solitamente scandita dalla cosiddetta "pausa pranzo", di durata variabile. Il contenitore portavivande viene utilizzato per trasportare e consumare il cibo, non solo sui luoghi di lavoro, ma per esempio al campeggio o in campagne militari.
Fino a pochi decenni fa, in Italia, nel servizio militare, il contenitore si chiamava "gavetta", una sorta di contenitore metallico detta anche marmitta, e sia il pranzo che la cena venivano gergalmente chiamati "rancio" (in inglese mess, mensa, ma anche pasticcio). Nei luoghi con severi orari di lavoro, ad es. operai metalmeccanici, nell'Italia settentrionale, il piccolo portavivande del pranzo veniva chiamato schiscetta (in Lombardia), o barachin (in Piemonte) dove, per metafora, quest'ultimo era il soprannome dello stesso lavoratore. Oggi, per la "pausa pranzo" veloce e tascabile durante l'orario di lavoro si usa anche il termine inglese "lunch box" o, appunto, "lunch bag" (=pranzo-sacchetto, pranzo al sacco)

### Pranzi nel mondo
- Nella cucina bengalese il pranzo consiste di sette portate. La prima è definita shukto e consiste in un mix di verdure cotte con poche spezie e condite con noce di cocco tritata; la seconda è costituita da riso, dal e curry; la terza è fatta di riso e pesce; la quarta da riso e carne; la quinta da preparazioni dolci (rasgulla, pantua, ecc.); la sesta consiste di mitha dahi (uno yogurt dolce) e la settima di paan.
- In Cina il pranzo è semplice e spesso costituito da riso o pasta del tipo noodles.
- In Ecuador si pranza prettamente a base di riso, yucca, plátano maduro fritto e/o carne dipendendo dalla zona. Nella costa ecuatoriana ceviche o encebollado, mentre nelle regioni orientali il cuy arrostito è una prelibatezza.
- In Germania è il pasto principale della giornata e tradizionalmente è caldo e salato, composto da proteine (carne) e alimenti ricchi di amido (patate) o verdure e insalata.
- In Polonia il pasto principale è chiamato obiad ed è spesso rappresentato da una zuppa.
- In Belgio, Paesi Bassi e Norvegia non è raro mangiare un panino come pranzo, questo è spesso dovuto agli orari di lavoro di queste nazioni. Spesso si consuma sul luogo di lavoro o in mensa.
- In Russia il pranzo si consuma generalmente nel pomeriggio ed è solitamente caldo (minestra e carne).
- In Spagna è spesso rappresentato da tre portate: un antipasto, un piatto più elaborato a base di carne o pesce e un dessert.
- Nel Medio Oriente e nella maggior parte dei Paesi arabi consiste in carne, riso, verdure e salse.
- In Nord America (Stati Uniti e Canada) il pranzo è di solito un pasto di dimensioni moderate, rappresentato da un panino con insalata, hamburger o altri pasti che si consumano in maniera rapida.
- In Messico il pranzo è basato su tre o quattro portate: un antipasto generalmente di riso, pasta o zuppa, un secondo servito con contorni soprattutto a base di fagioli e verdure e un dolce. Il tutto è accompagnato da tortilla o altri tipi di pane.
- In Brasile il pranzo varia a seconda delle regioni: nel nord dello Stato si mangia soprattutto pesce.

## Galleria d'immagini

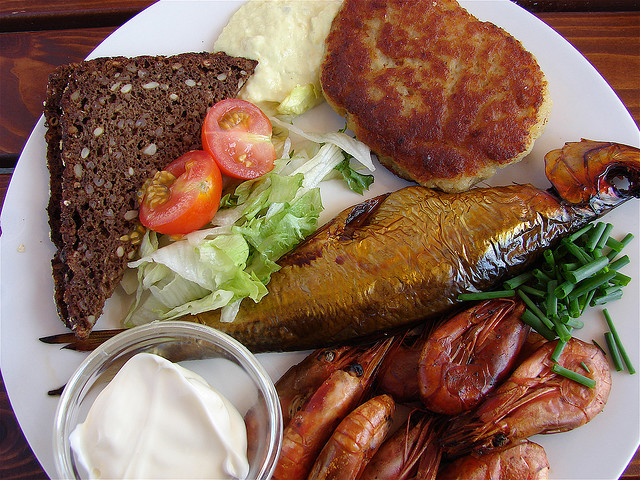
Un pranzo sull'isola danese di Bornholm
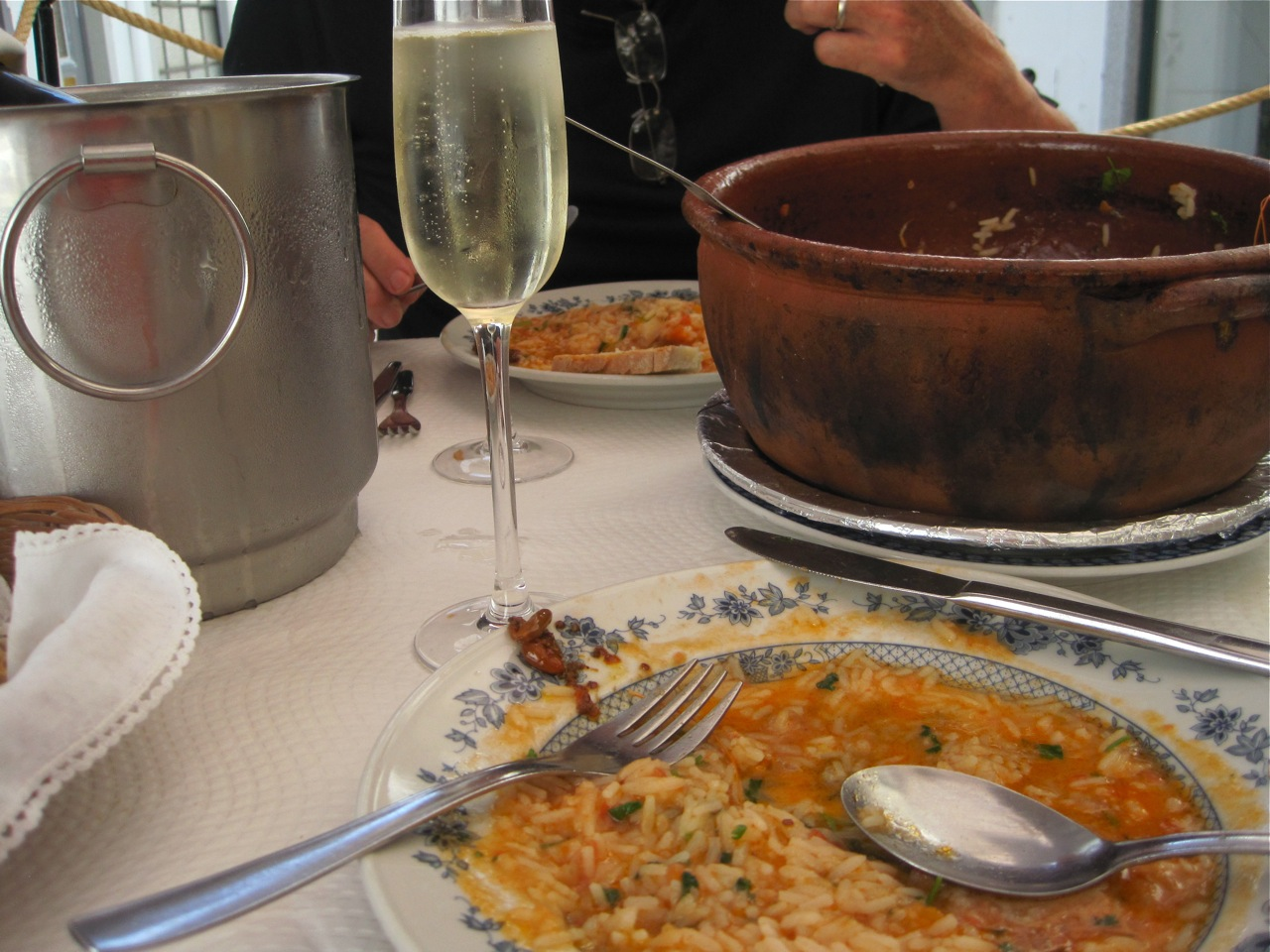
Un piatto da pranzo di arroz de marisco (crostacei e riso) in Portogallo
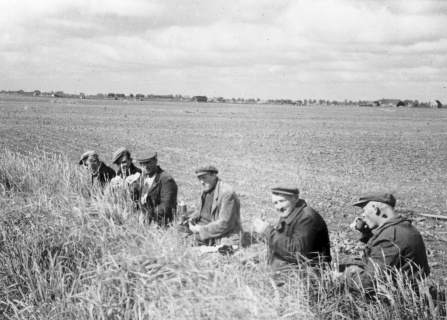
Lavoratori agricoli che fanno una pausa pranzo a Nieuw-Scheemda, Oldambt, Groningen, Paesi Bassi, c.  1955
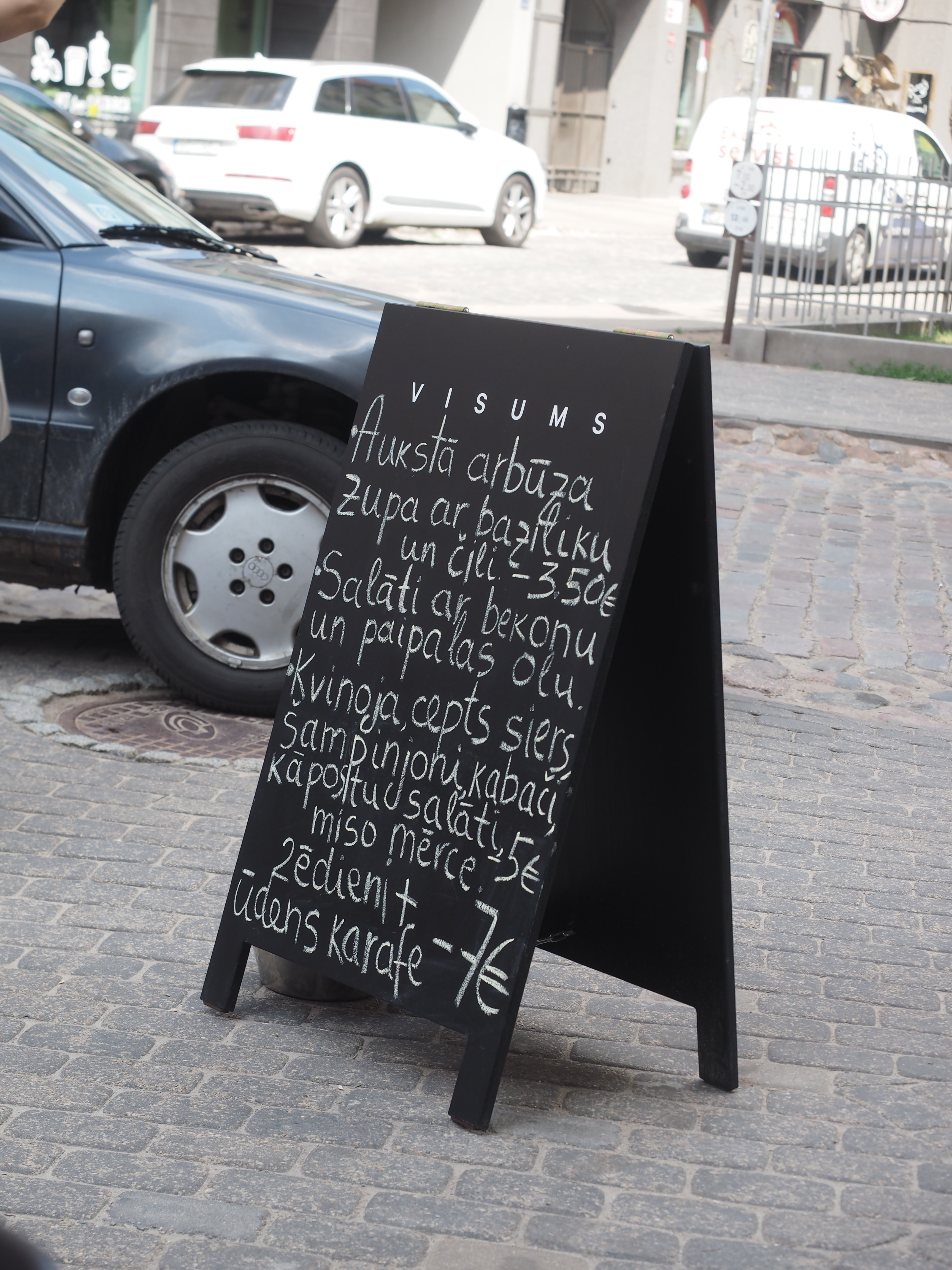
Un menu per il pranzo in un ristorante a Riga, in Lettonia
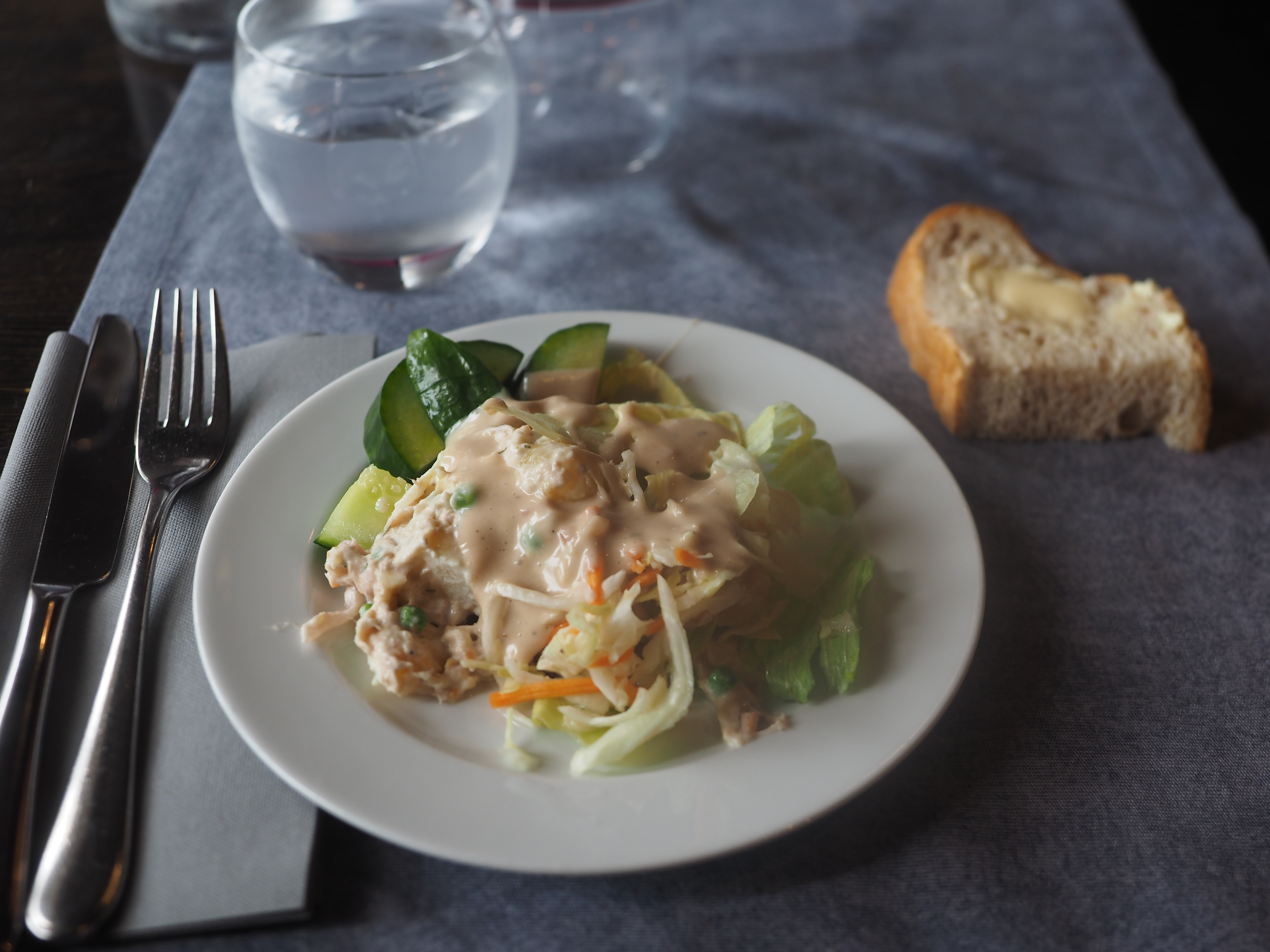
Il pranzo in Finlandia di solito include una piccola insalata come antipasto
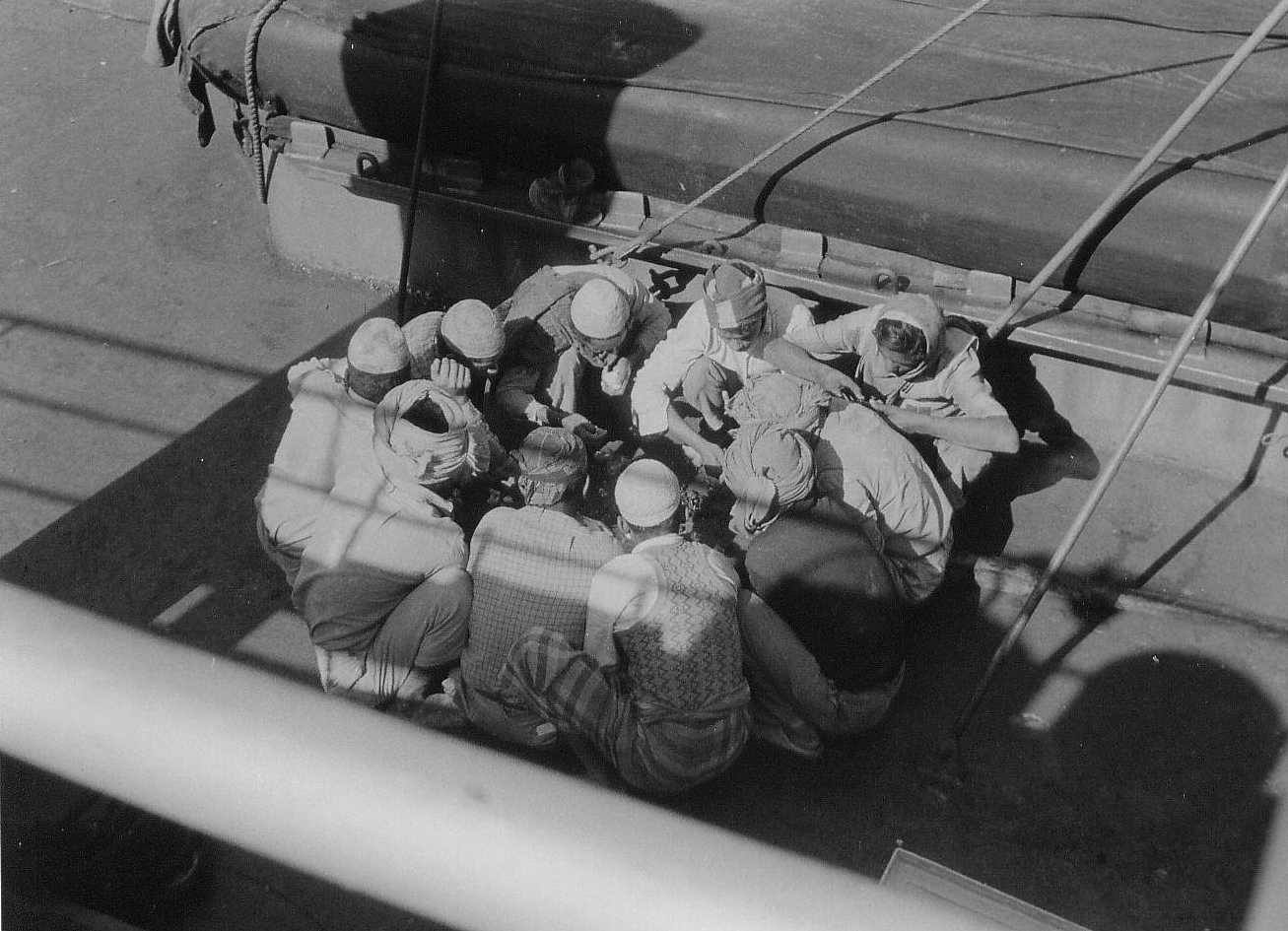
Lavoratori portuali arabi a bordo di una nave mercantile durante il loro pranzo comune, 1958